# 건원릉
건원릉(健元陵)은 조선의 제1대 왕인 태조의 능묘이다. 사적 제193호로 대한민국 경기도 구리시 인창동에 위치한다. 건원릉은 조선 3대 군주 태종 8년인 1408년 9월 9일에 조성되었다. 조선왕조를 개국한 태조 이성계의 유해를 안장한 조선왕조 최초의 왕릉이다.

## 역사
1408년 5월 24일에 태조는 향년 74세의 나이로 승하하였다. 조선 최초의 왕이었던 태조를 영면하기 위한 왕릉을 조성하는 국사인만큼 태종은 지관들과 풍수지리에 대해 잘 아는 대신들로 하여금 한양 주변 100리 이내의 좋은 명당 자리를 찾도록 하였다. 그러다 검교 참찬의정부사(檢校參贊議政府事) 김인귀로부터 양주 검암(현 구리시 검암산 자락)에 좋은 자리가 있다는 이야기를 들은 하륜이 천거하였고, 태종은 박자청으로 하여금 이곳에 산릉을 조성하게 하였다. 산릉을 조성하는 데는 대략 6000명의 인원이 동원되었다. 또한, 이 때 서운관에서 능실을 석실로 만들자는 상서를 올려 예종 때까지는 조선왕릉의 능실은 석실로 만들게 되었다. 같은 해 9월 9일 영구를 안장한 이후 건원릉이란 이름으로 불리게 되었는데, 후에 8기의 능이 추가로 조성됨에 따라 오늘날의 동구릉을 형성하게 되었다.

## 특징

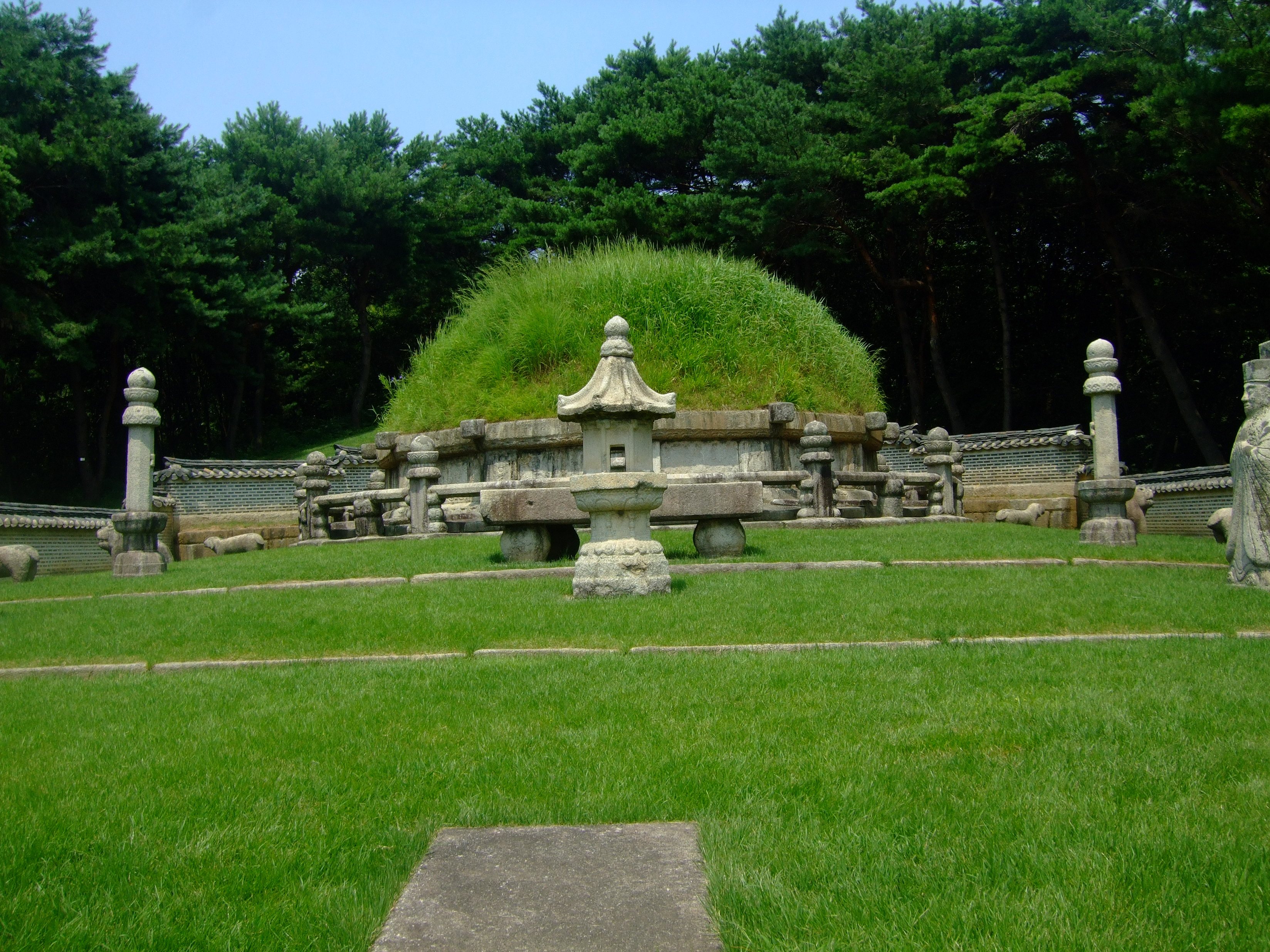
건원릉

건원릉은 조선의 초대 왕이었던 태조의 왕릉이었던만큼 많은 신경을 썼다. 조선 초기 왕릉의 기본 양식은 고려의 왕릉에서 따온 것이 많았는데, 이 중 가장 잘 정비되어 있었던 공민왕의 현정릉 양식을 따랐다. 다만, 세부적으로는 석물의 배치와 장명 등의 조형이 약간의 변화를 보였고, 봉분 주위의 곡장을 두르는 양식이 조선시대에 새로 추가되었다. 왕릉 주변의 석물 조형은 남송 말기의 형식을 도입하였다고 한다. 이 외에 석호와 석양의 배치, 장명등, 난간석주는 조선시대에 와서 새로 변하였고, 이러한 양식은 국조오례의를 통해 정비될 때까지 이어지게 된다. 또한 건원릉의 원찰로 개경사를 만들어 조계종에 소속시켰다는 기록이 있지만, 오늘날에는 절의 흔적도 찾아보기가 힘들다.
푸른 잔디가 있는 여느 왕릉들과는 달리 태조의 건원릉의 봉분에는 억새 봉분이 형성되어 있다. 야사에서는 태조가 본래 신덕왕후가 있는 정릉에 같이 묻히기를 바랐는데, 당시 태종은 정릉 주변의 백 보 밖까지는 집을 지을 수 있도록 허락하였을 정도로 신덕왕후를 미워하였다. 그런 아들이 태조의 뜻을 들어줄리는 만무하다 생각하였고, 태종에게 조상들이 묻혀 있는 함흥 땅에 묻어달라 유언하였다. 하지만, 태종은 초대 왕이었던 태조를 한양과는 멀리 떨어진 함흥에 묻는다면, 제사를 지낼 때 문제가 될 수 있으리라 생각하였고, 그렇다고 유언을 거스를 수는 없다 생각하였기에 함흥에서 가져 온 흙과 억새를 덮은 봉분을 통해 타협점을 찾았다는 것이다.
병풍석의 면석에는 십이지신상(十二支神像)과 구름무늬를 새기고, 면석 옆의 우석에는 불교의 수호적 도구인 영저(靈杵)와 영탁(靈鐸)을 새겼다. 이는 공민왕릉의 형식을 계승한 것인데, 이후 《국조오례의》의 편찬으로 우석의 영저와 영탁 무늬는 구름무늬로 바뀐다. 불교의 상징은 과거 정릉에도 새겨져 있었던 것을 현재 광통교 신장석에서도 확인할 수 있다.

## 갤러리

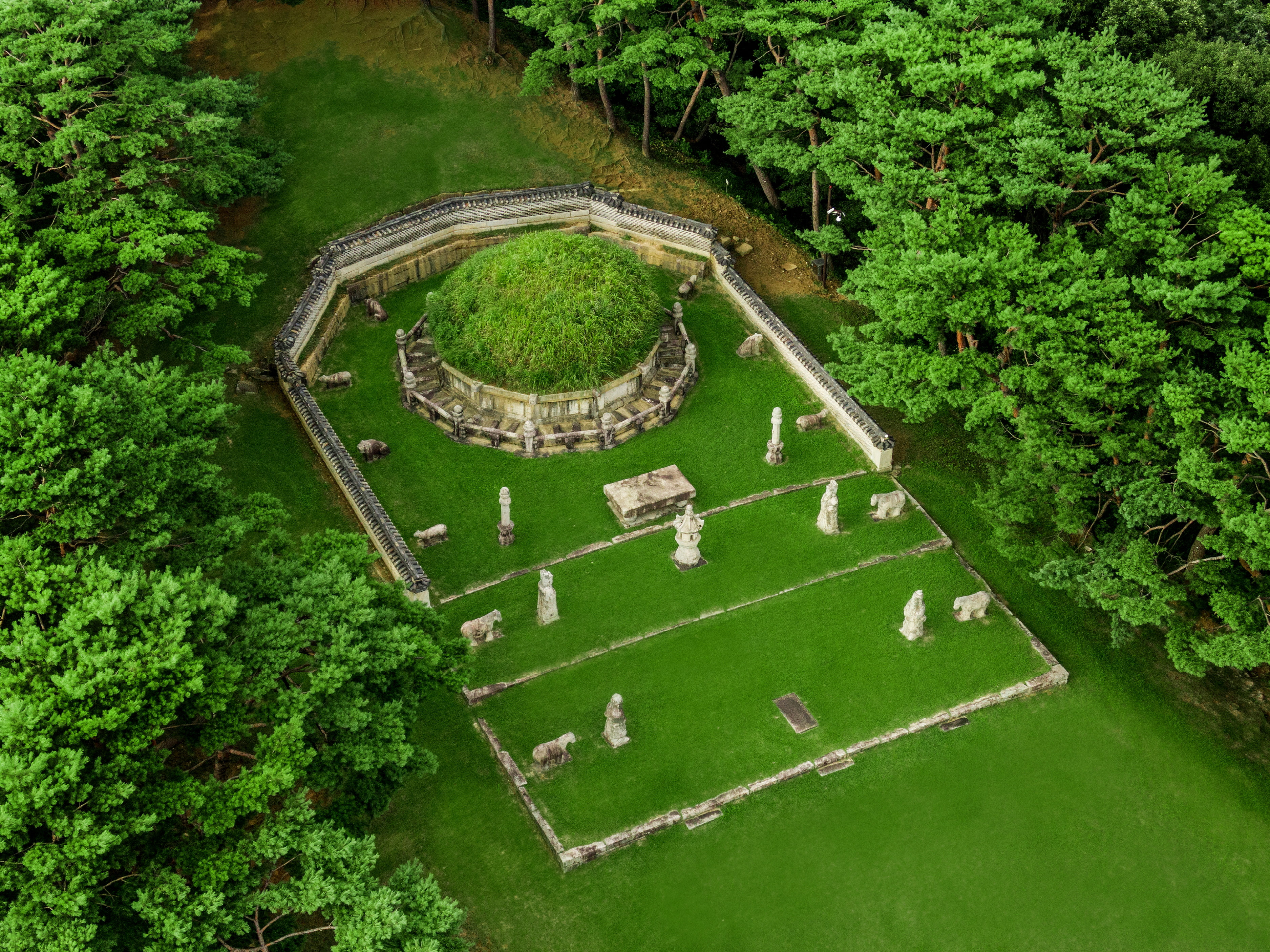
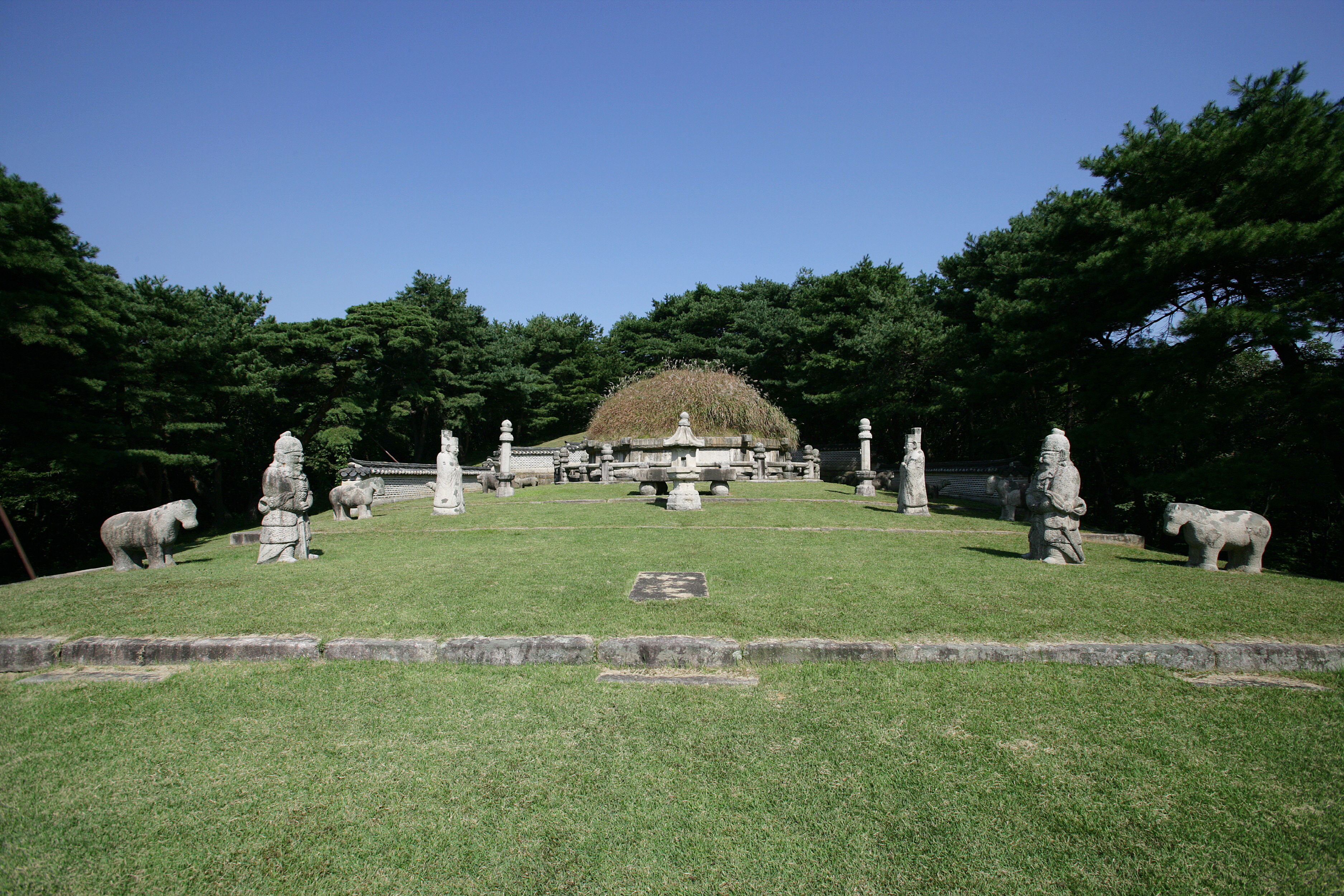
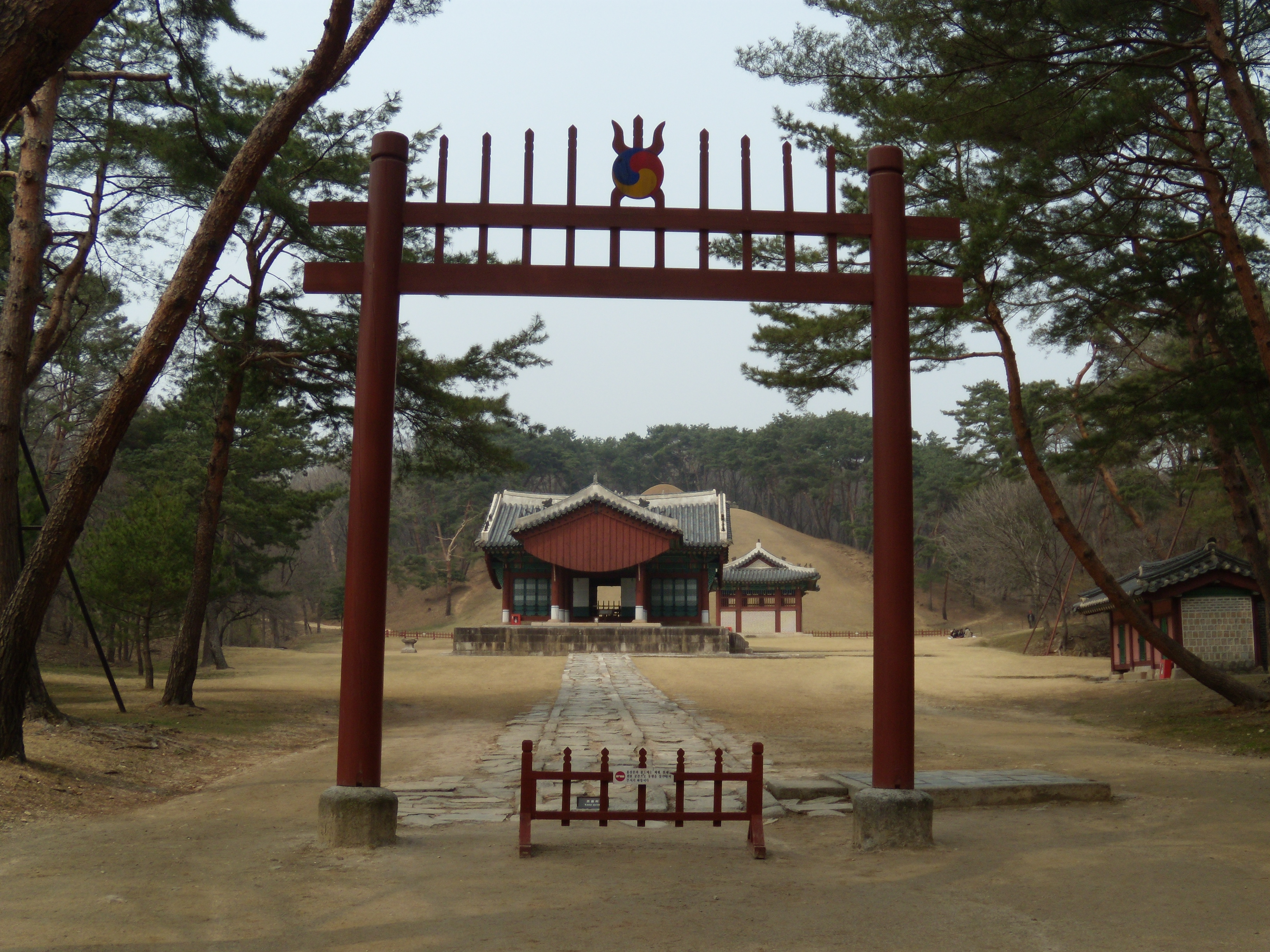
홍살문에서 바라본 모습
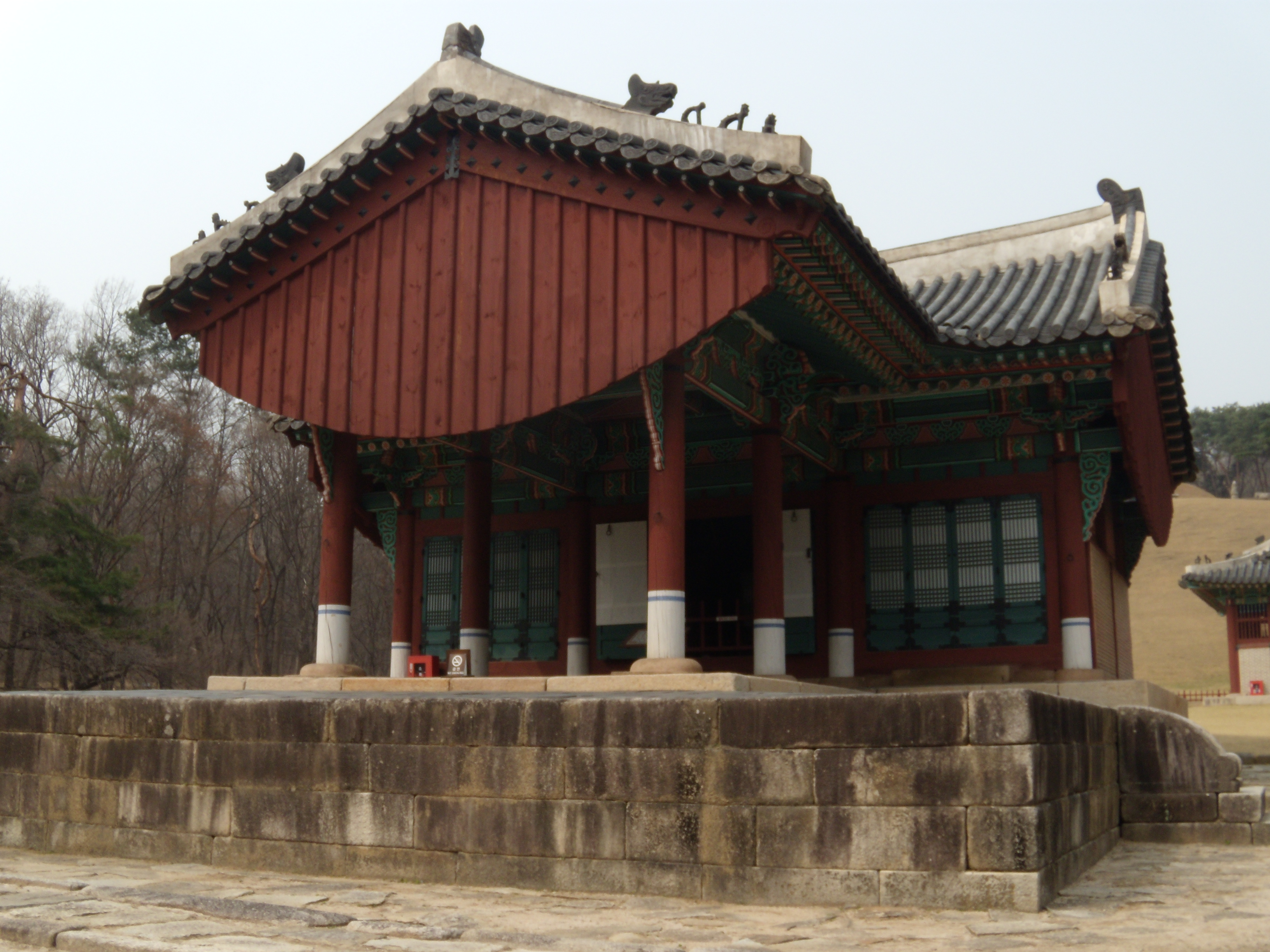
건원릉 정자각
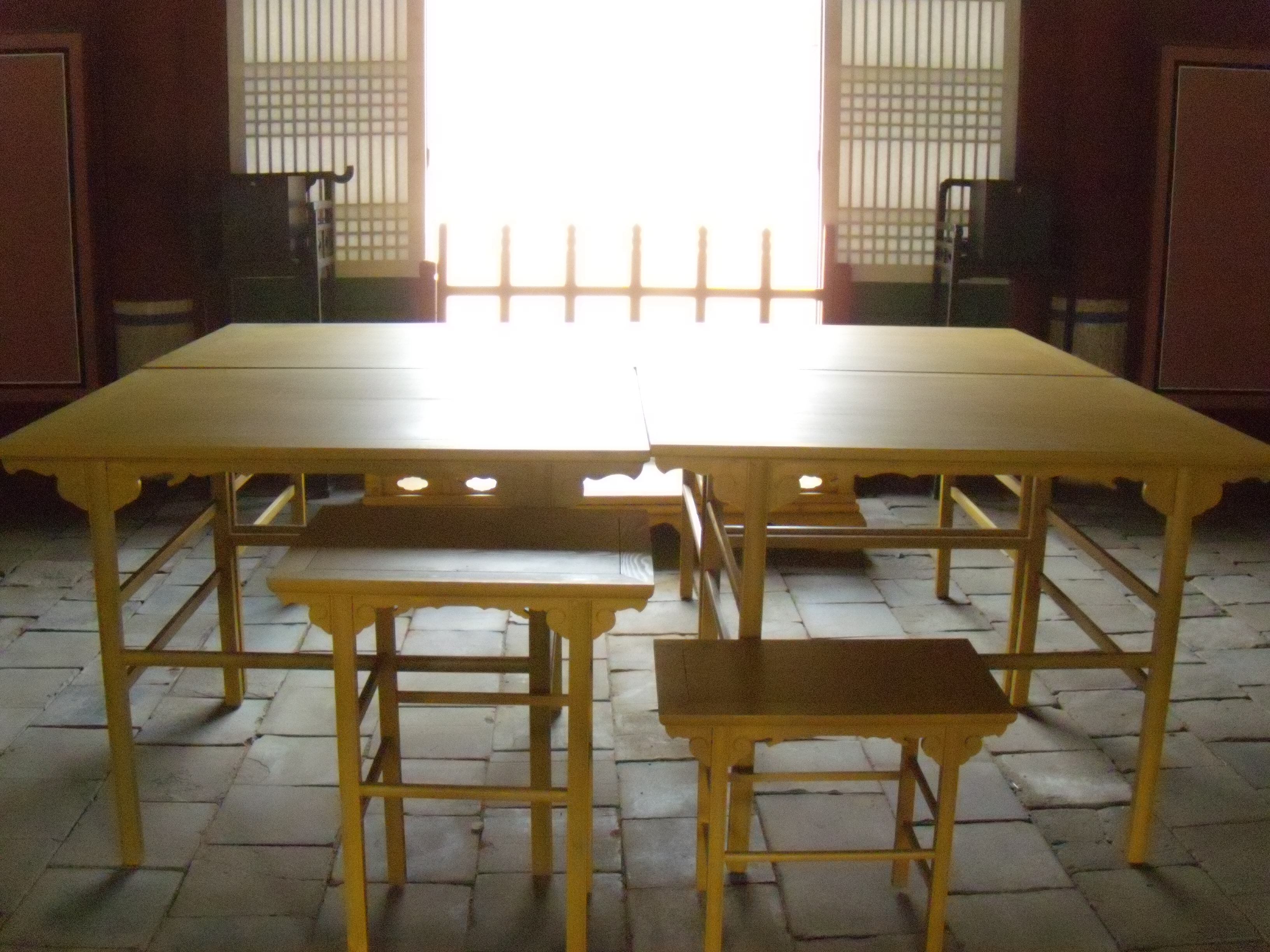
건원릉 정자각 내의 제기
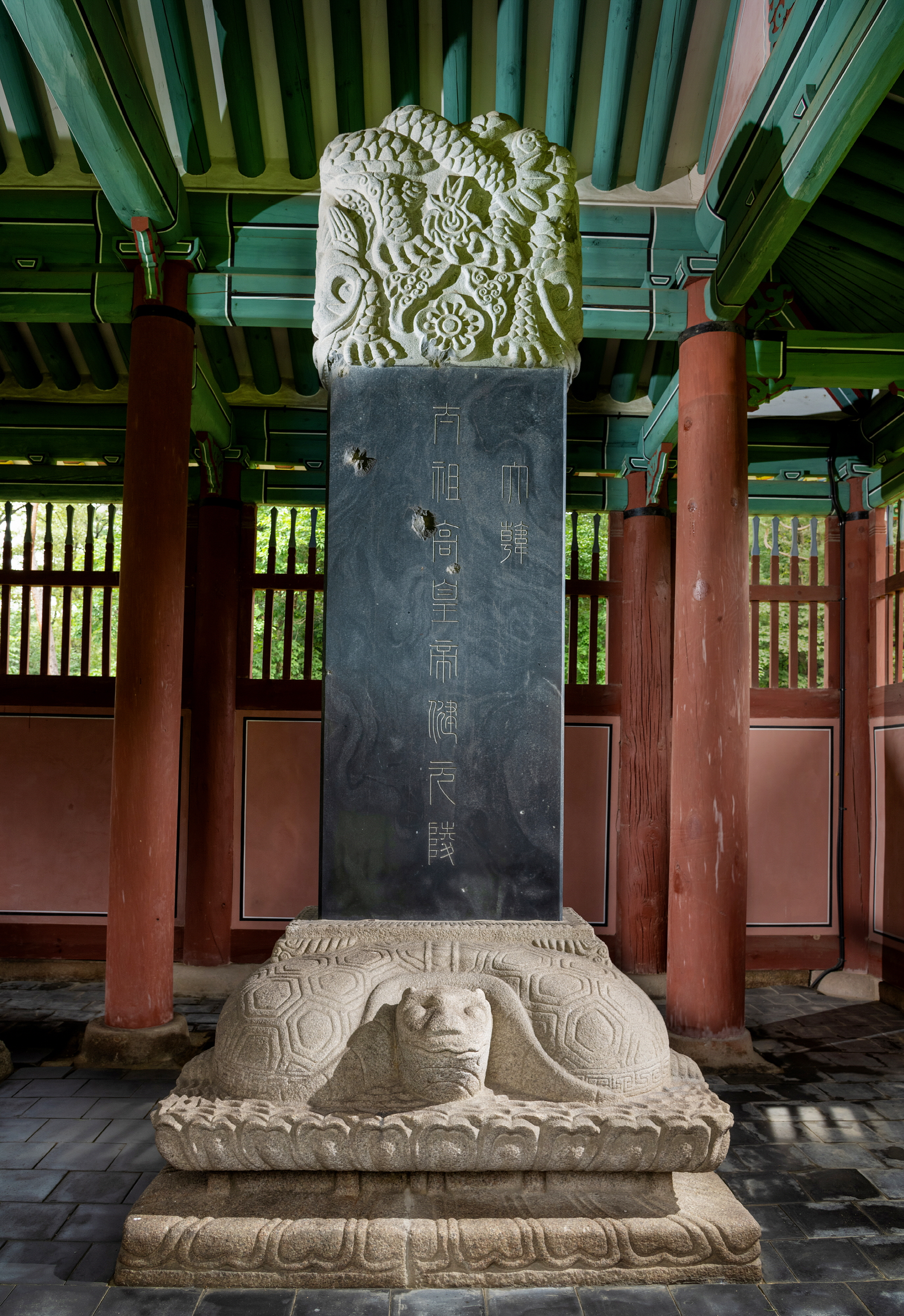
건원릉 표석
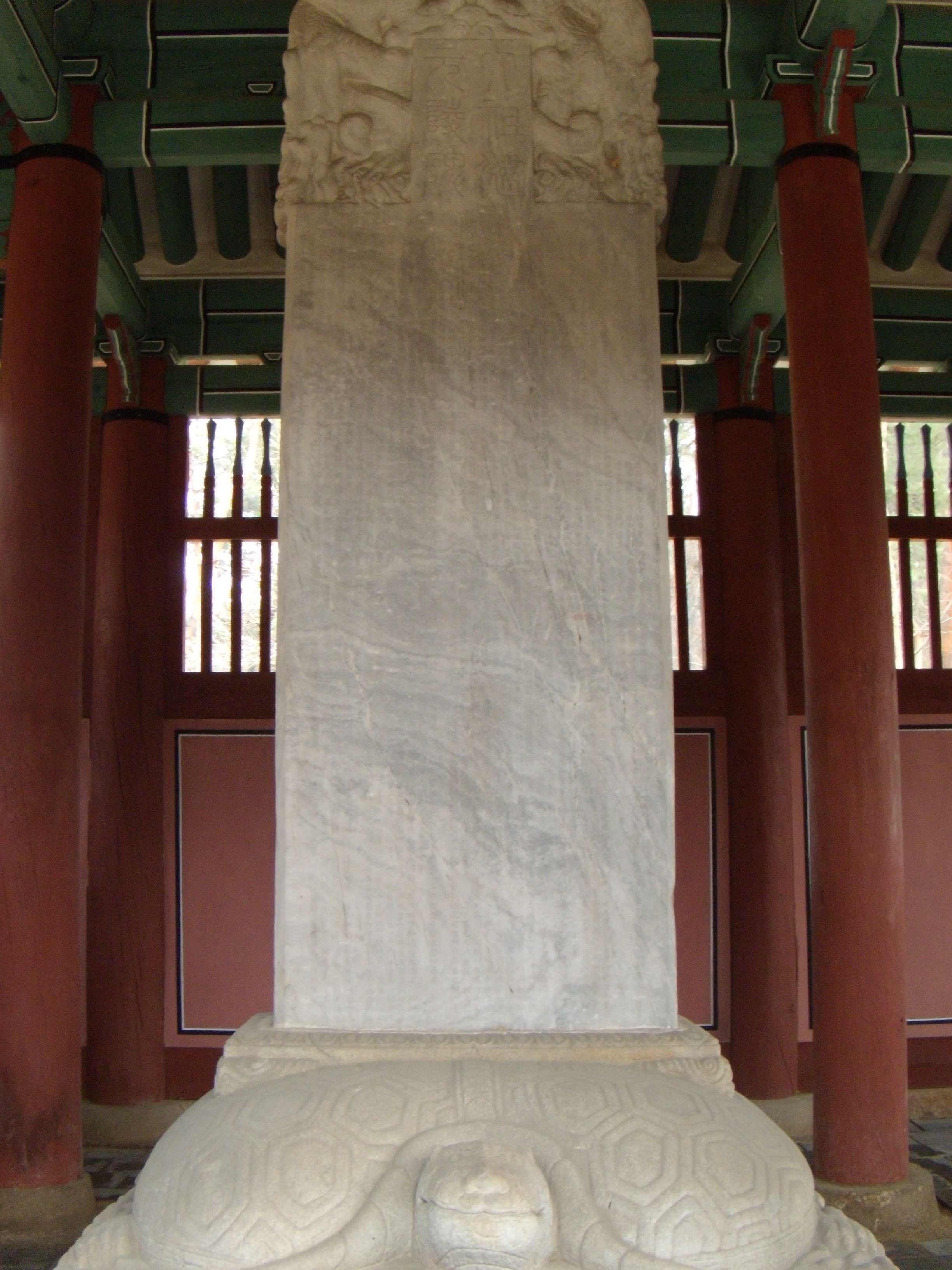
건원릉 신도비
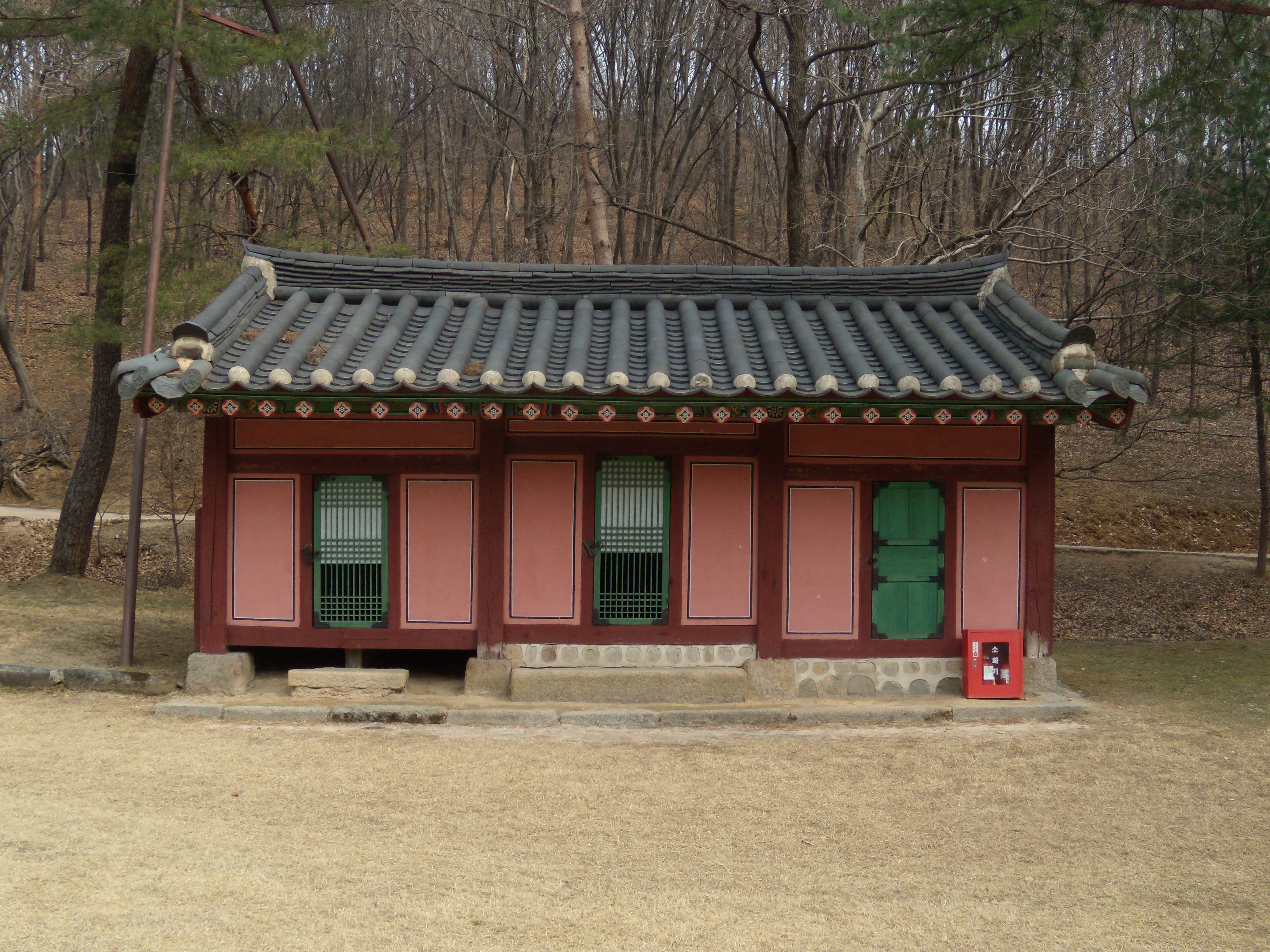
건원릉 수복방

## 같이 보기
- 조선 왕릉
- 동구릉
- 신의왕후 (제릉)
- 신덕왕후 (정릉)